# Dans le scriptorium
Dans le scriptorium (titre original : Travels in the Scriptorium) est un roman américain de Paul Auster publié en 2006 d'abord au Danemark et en Serbie (chez Geopoetika), puis aux États-Unis (chez Henry Holt and Co.), et enfin en France en 2007 (chez Actes Sud). C'est un roman court, 130 pages dans l'édition en langue anglaise.
Février 2020, nouvelle édition illustrée par Astrid Belvezet, L'autre Regard éditions.

## Résumé
L'action de ce livre débute dans une chambre anonyme, aux murs aveugles, dont le plafond recèle une caméra qui enregistre les faits et gestes d'un vieil homme. Alors qu'il se réveille, ce dernier constate qu'il ne se souvient plus des événements qui ont précédé. Mr. Blank, ainsi que le narrateur nomme l'homme, est habité de visions d'horreur lorsqu'il ferme les yeux.
Le coup de fil d'un soi-disant policier, James Patrick Flood, la lecture d'une entame de roman intitulé Neverland et la consultation de photos laissées sur un bureau non loin du lit vont le plonger dans la perplexité. Une femme survient, elle s'appelle Anna, elle vient prendre soin de lui; il a avec elle, il le sait confusément, un lien particulier.
Pendant toute la journée, au fil des rencontres et des lectures, Mr. Blank va tenter de se rappeler pourquoi il est enfermé dans cette chambre et pourquoi il ne se souvient plus de rien.

## Analyse
Dans le scriptorium contient de nombreuses références aux précédentes œuvres de Paul Auster. Plusieurs personnages ont été déjà rencontrés dans Moon Palace, Le Voyage d'Anna Blume, Trilogie new-yorkaise...
Un personnage important a pour nom John Trause (personnage qui est également présent dans La Nuit de l'oracle), dont le nom est une anagramme du nom de l'auteur. Un autre personnage, Sophie, raconte au héros qu'elle a eu deux enfants : Ben et Paul, et que ce dernier fait des études d'anthropologie.
Dans ce roman, Paul Auster utilise le procédé de mise en abyme.

## Citations
- « [...], il s'entend murmurer un simple mot : Anna. Il sent déferler en lui un irrésistible amour. »
- « — Qui a écrit ces sornettes, d'abord ? Ce type-là mériterait qu'on le fusille. — Un certain John Trause. »
- « Il sera traîné dans les rues jusqu'au lieu de son exécution, où il sera pendu et découpé vif, et son corps sera ouvert, son cœur et ses boyaux seront arrachés et ses parties intimes tranchées et jetées au feu sous ses yeux. Alors sa tête sera séparée de son corps, et son corps divisé en quatre quartiers, dont nous pourrons disposer à notre gré. »